# Sea of Love
Sea of Love är en amerikansk film från 1989 i regi av Harold Becker.

## Handling
New York-polisen Frank Keller (Al Pacino) är en arbetsnarkoman som lever ett farligt liv. I hopp om att fånga en bisarr seriemördare.

## Rollista (urval)
- Al Pacino - Frank Keller
- John Goodman - Sherman Touhey
- Ellen Barkin - Helen Cruger
- Michael Rooker - Terry
- Richard Jenkins - Gruber
- Paul Calderon - Serafino
- Gene Canfield - Struk
- Larry Joshua - Dargan
- John Spencer - löjtnant
- Christine Estabrook - Gina Gallagher/Lonelyheart
- Samuel L. Jackson - svart kille